# Riyadhoides
Riyadhoides es un género de foraminífero bentónico de la subfamilia Paravalvulininae, de la familia Paravalvulinidae, de la superfamilia Chrysalidinoidea, del suborden Textulariina y del orden Textulariida. Su especie tipo es Pseudomarssonella mcclurei. Su rango cronoestratigráfico abarca el Bajociense (Jurásico medio).

## Discusión
Clasificaciones previas incluían Riyadhoides en la familia Chrysalidinidae del orden Textulariida.

## Clasificación
Riyadhoides incluye a las siguientes especies:
- Riyadhoides mcclurei